# Cananea

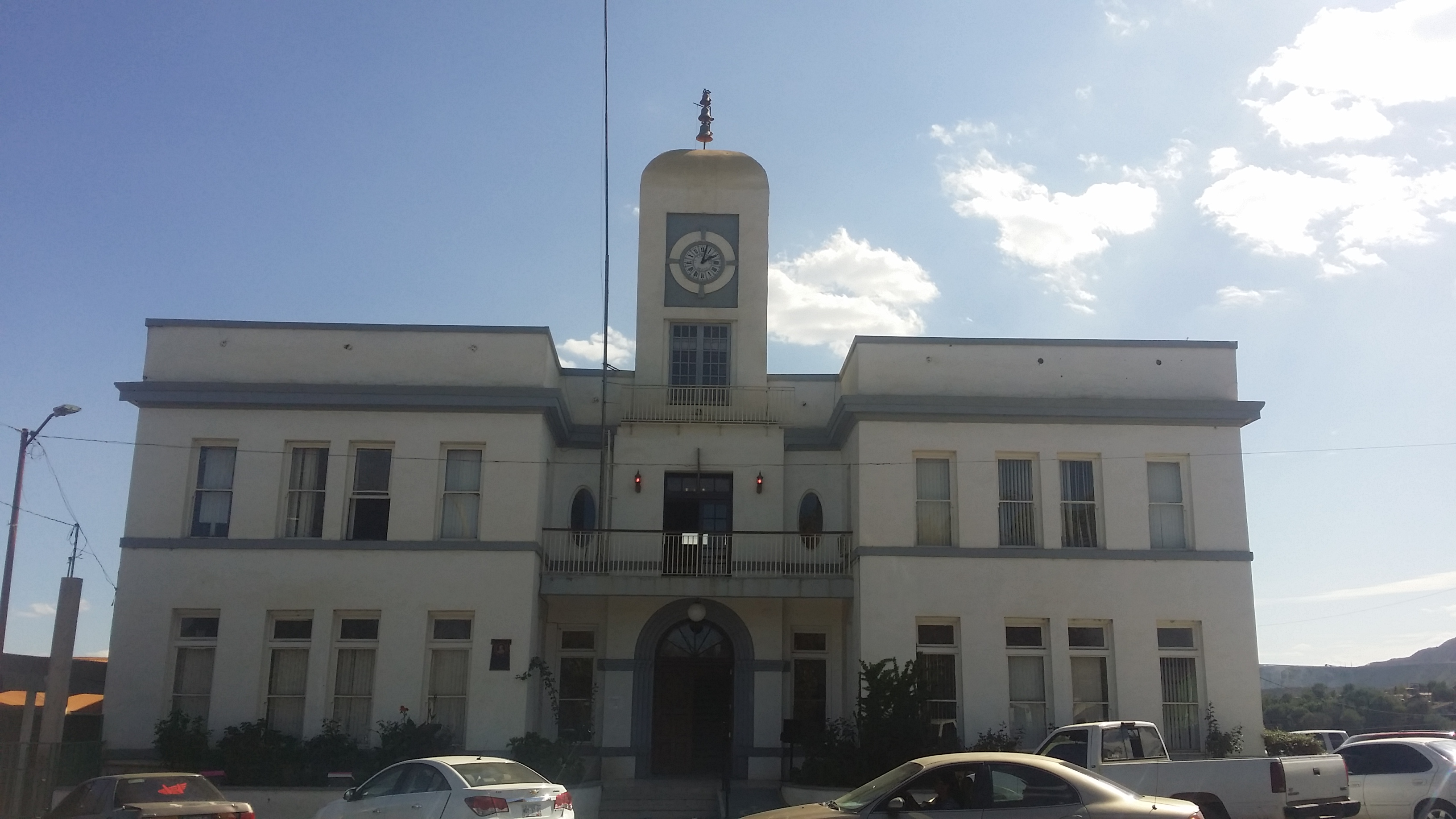
Palácio Municipal Cananea

Cananea é um município do estado de Sonora, no México.